# Robert De Veen
Robert Louis De Veen (* 25. März 1886 in Brügge; † 8. Dezember 1939) war ein belgischer Fußballspieler auf der Position eines Stürmers. Nach seinem Karriereende als Aktiver war er als Fußballtrainer in Belgien und Frankreich tätig, ehe er nach einer schweren Krankheit im Jahre 1939 53-jährig verstarb.

## Leben und Karriere

### Vereinskarriere
Robert De Veen wurde im Jahre 1886 in Brügge geboren, wo er bei seinem Heimatklub FC Brugeois, dem heutigen FC Brügge, seine Karriere als Fußballspieler begann. 1902/03 absolvierte der Stürmer seine ersten offiziellen Spiele für den Klub aus Westflandern, wobei er bei vier Partien zu einem Treffer kam, allerdings mit der Mannschaft in der in zwei Staffeln aufgeteilten Liga nur den letzten Platz der jeweiligen Staffel belegte. In der nachfolgenden Spielzeit war der FC Brugeois bereits erfolgreicher und qualifizierte sich als Zweiter der Gruppe für die entscheidende Endrunde, in der das Team schlussendlich den dritten Platz belegte. De Veen wurde in dieser Saison allerdings nicht eingesetzt und war erst wieder 1904/05 nach der Ligareform und der Austragung der ersten gesamtbelgischen Liga im Kader des FC Brugeois. Beim drittältesten Klub des Landes wurde er daraufhin in fast allen Spielen seiner Mannschaft eingesetzt und schaffte es bei 18 Ligaeinsätzen und fünf erzielten Treffern mit dem Team auf den dritten Tabellenplatz. 1905/06 zeigte der Stürmer erstmals von seiner Effizienz vor dem gegnerischen Tor, wobei er es auf 13 Tore in 14 Meisterschaftsspielen und mit der Mannschaft auf den zweiten Platz in der Endtabelle brachte.
In diesem Jahr war er, nach 1905, zum wiederholten Male belgischer Torschützenkönig, wobei er es nach der offiziellen Webpräsenz seines Stammklubs auf 26 Tore gebracht haben soll. Aufgrund seiner Offensivleistungen wurde er auch zum ersten Mal in die belgische Fußballnationalmannschaft geholt, für die er im Alter von 20 Jahren und 26 Tagen debütierte. In der Spielzeit 1906/07 wieder auf dem dritten Tabellenplatz rangierend kam der Stürmer auf eine Bilanz von 16 Ligaspielen, in denen er neun Mal zum Torerfolg kam. Ähnlich verlief für De Veen und sein Team die nachfolgende Saison 1907/08, in der man abermals nicht über einen dritten Platz hinaus kam und De Veen sieben Tore in 14 Spielen beisteuerte. Seine Trefferquote erhöhte sich schließlich mit der Spielzeit 1908/09, als er es bei 19 Meisterschaftseinsätzen gar auf 21 Treffer brachte, es mit der Mannschaft allerdings abermals nicht über den dritten Tabellenrang schaffte. Dies änderte sich schließlich 1909/10, als er mit dem Team hinter dem bisherigen Rekordmeister Royale Union Saint-Gilloise den zweiten Platz belegte und in einem, aufgrund der gleichen Punktezahl nach dem Hauptdurchgang, eigens ausgetragenen Finalspiel knapp der Union mit 0:1 geschlagen geben musste und es somit nur für den Vizemeistertitel reichte. Bei 18 Einsätzen erzielte De Veen 21 Treffer für den FC Brugeois.
Wie auch schon in der vorhergegangenen Spielzeit durfte sich der FC Brugeois auch 1910/11 Vizemeister der höchsten belgischen Fußballliga nennen, wobei die Mannschaft nur einen Punkt Rückstand auf den Meister und Stadtrivalen CS Brugeois hatte. De Veen wurde bis auf eine Partie in allen Spielen seiner Mannschaft eingesetzt und brachte es bei 21 Einsätzen auf eine Torzahl von 17. 1911/12 war der Stürmer weiterhin als Stammkraft in der Angriffsreihe tätig, in der es auf 16 Treffer in 20 Spielen brachte. Mit den Blau-Schwarzen konnte er allerdings nicht mehr an die Leistungen der vorhergegangenen Spielzeiten anschließen und beendete das Spieljahr auf dem vierten Tabellenplatz hinter Daring Club de Bruxelles (1.), Royale Union Saint-Gilloise (2.) und Royal Racing Club de Bruxelles (3.). Obwohl De Veen persönlich in der Saison 1912/13 noch sehr erfolgreich als Torschütze war und es dabei auf 17 Treffer in 19 Meisterschaftsspielen brachte, konnte seine Mannschaft mit diesem Erfolg mithalten und landete im Endklassement lediglich auf dem siebenten Rang. 1913/14 verlief für das Team schließlich etwas erfolgreicher. Bei einem vierten Platz wurde Robert De Veen in neun Ligaspielen eingesetzt, in denen er acht Mal zum Torerfolg kam. Mit dem Ausbruch des Ersten Weltkrieges beendete De Veen 28-jährig auch seine Karriere als aktiver Fußballspieler. In all den Jahren mit dem FC Brugeois bildete er ein erfolgreiches und torstarkes Angriffstrio mit Hector Goetinck und Charles Cambier.

### Nationalmannschaftskarriere
Noch während der Saison 1905/06, in der seine Effizienz vor dem gegnerischen erstmals richtig bemerkbar war, wurde De Veen erstmals in die belgische Fußballnationalmannschaft einberufen. Beim 5:0-Erfolg über Frankreich am 22. April 1906 in Paris spielte der Stürmer sein erstes Länderspiel für sein Heimatland und konnte sich dabei gleich zwei Mal als Torschütze eintragen lassen. Bereits eine Woche später war er beim 5:0-Sieg über die Niederlande in Antwerpen ein weiteres Mal im Einsatz und konnte dabei gleich drei Treffer erzielen. Über seine sieben Jahre und neun Tage andauernde Zugehörigkeit zur belgischen Nationalelf, die am 1. Mai 1913 in einer 0:1-Niederlage gegen Italien in Turin endete, traf er mit dem Nationalteam zumeist auf Gegner aus den Nachbarländern Frankreich (7 Spiele) und den Niederlanden (9 Spiele). Vier Mal trat er mit der Mannschaft auch gegen Amateurauswahlen aus England an und absolvierte je eine Partie gegen Deutschland, die Schweiz und Italien. Mit 13 Toren, der Hälfte seiner insgesamt für Belgien erzielten Treffern, schoss er gegen die Franzosen die meisten Tore. Mit seinem zweiten Länderspiel, als er bereits fünf Treffer erzielt hatte, übertraf er den bisherigen Rekordtorschützen der belgischen Nationalmannschaft, Pierre Destrebecq. Danach war De Veen über 32 Jahre mit insgesamt 26 erzielten Toren Rekordtorschütze der belgischen Nationalelf, ehe er am 8. Mai 1938 durch Bernard Voorhoof übertroffen wurde, der bis zu seinem Karriereende insgesamt 30 Tore in 61 Länderspielen erzielte.

### Trainerkarriere

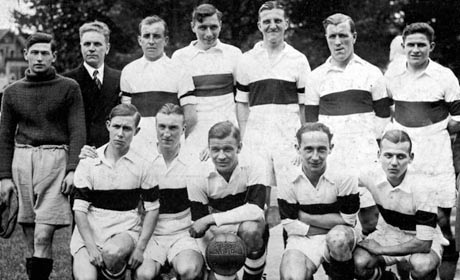
Die von De Veen betreute Meistermannschaft von Olympique Lillois, Meister der ersten französischen Profiliga. (1933)

In den Jahren nach dem Ersten Weltkrieg ist nichts über das Leben bzw. den Karriereverlauf De Veens bekannt. In der Saison 1924/25 war er schließlich Spielertrainer von RC Tournaisien und kam so in dieser Spielzeit in einigen Ligaspielen des Drittligisten zum Einsatz; kurz darauf trainierte er auch den Stadtrivalen US Tournaisienne. Einige Jahre später ging er nach Frankreich und wurde dort 1932 als Trainer von Olympique Lillois engagiert, mit denen er die erste Austragung der professionellen französischen Fußballliga bestritt. In der Saison 1932/33 wurde der Belgier so mit der Mannschaft Sieger der Gruppe A in der in zwei Staffeln aufgeteilten Fußballliga. Da der eigentliche Sieger der Gruppe B, Olympique Antibes, aufgrund einer Schiebung zum Saisonende hin von der Fédération Française de Football Association, kurz FFFA, vom meisterschaftsentscheidenden Endspiel ausgeschlossen wurde, musste Olympique Lillois das Spiel gegen den eigentlichen Zweitplatzierten AS Cannes antreten. Die Partie am 14. Mai 1933 vor rund 12.000 Zuschauern im Stade Olympique Yves-du-Manoir wurde knapp vom Klub aus Lille mit 4:3 gewonnen. Auch zur Spielzeit 1933/34 gehörte der Belgier dem Trainerstab des Gründungsmitglieds der ersten französischen Profifußballliga an, konnte als Titelverteidiger allerdings nicht mehr an die Erfolge der vorhergegangenen Saison anschließen. Mit der Mannschaft rangierte er zum Saisonende auf dem vierten Tabellenrang und hatte mit dem Ungarn André Simonyi nur einen Spieler unter den zehn besten Torschützen; ein Jahr davor hatte dies keiner seiner betreuten Spieler geschafft.
1934 schloss er sich dann dem französischen Zweitligisten Racing Lens, einem Liganeuling, der erst in diesem Jahr seinen Profilizenz erhalten hatte, an. Mit der Mannschaft kam er bis zum Saisonende auf den passablen fünften Tabellenplatz und war damit mit der Mannschaft mit Abstand bester Neuling der Liga. Außerdem schafften es zwei seiner Spieler unter die zehn besten Torschützen, darunter Edmond Novicki mit 23 Treffern auf Platz 3 und ein weiterer Spieler mit 20 Treffern auf Platz 4. Beim Klub aus Lens im Département Pas-de-Calais war er auch in der nachfolgenden Spielzeit 1935/36 als Trainer aktiv und konnte dabei mit dem Team einen vierten Rang im Endklassement erreichen. Mit dem Österreicher Viktor Spechtl hatte er einen Spieler im Kader, der es zwar mit 26 Toren auf den dritten Platz der ligaweiten Torschützenliste brachte, es aber nicht mit den beiden besser platzierten Spielern vor ihm (Jean Nicolas vom FC Rouen mit 45 Treffern und George Nicolls von Racing Roubaix mit 40 Treffern) aufnehmen konnte. Zu Beginn der Saison 1936/37 schloss er sich innerhalb der Liga dem FC Nancy, der selbst erst in der vorherigen Saison eine Lizenz bekam, an. Diesen trainierte er über einen Großteil der Spielzeit, wobei die Mannschaft noch bis Dezember 1936 gut mit dem anderen Teilnehmerfeld mithalten konnte, sich dann aber wieder verschlechterte und beinahe als Tabellenschlusslicht endete. Den 15. Platz, den das Team im Abschlussklassement noch vor Stade Reims (15.) und Racing Calais (16.) erreichte, konnte Robert De Veen nicht mehr als Trainer verfolgen. Schon zuvor wechselte der Belgier im Laufe des Frühjahres 1937 zurück zu seinem vorigen Klub Racing Lens, mit dem er nach 32 Spielen, aus denen 23 Siege, vier Unentschieden und fünf Niederlagen resultieren, den ersten Platz in der französischen Zweitklassigkeit erreichte. Neben dem Aufstieg in die Erstklassigkeit stellte Racing Lens mit Viktor Spechtl auch den aktuellen Torschützenkönig und hatte mit Stefan Dembicki (5. Platz mit 22 Toren) und Edmond Novicki (8. Platz mit 16 Toren) noch zwei weitere Spieler und den Top-10-Torschützen der abgelaufenen Saison. Bis Dezember 1937 war der Belgier als Trainer von Racing Lens im Einsatz und galt daraufhin als vereinslos.
Zu Beginn der Spielzeit 1938/39 schlug der Vorstand des FC Brugeois vor De Veen als neuen Cheftrainer seiner Mannschaft zu verpflichten. Der ehemalige belgische Toptorschütze nahm dieses Angebot schlussendlich an und trainierte die Mannschaft über einen Großteil der Saison, konnte aber einen letzten Tabellenplatz und einen daraus resultierenden Abstieg in die Zweitklassigkeit auch nicht abwenden. Noch im Jahre 1939 schloss er sich kurzzeitig als Trainer dem Fußballklub VG Oostende an, musste diese Tätigkeit aber bald aufgrund einer schweren Erkrankung vorzeitig beenden und verstarb noch im selben Jahre im Alter von 53 Jahren. Der Abstieg seines FC Brugeois wurde allerdings nicht in der darauffolgenden Saison 1939/40 geltend, da diese aufgrund des Ausbruchs des Zweiten Weltkriegs nach neun ausgetragenen Runden vorzeitig abgebrochen wurde und eine neue Spielzeit erst wieder 1941/42 ausgetragen wurde.

## Erfolge
FC Brugeois
- Belgischer Vizemeister: 1905/06, 1909/10 und 1910/11

Olympique Lillois
- Französischer Meister: 1932/33
- Französischer Zweitligameister: 1936/37

Individuelle Erfolge
- Belgischer Torschützenkönig: 1904/05 und 1905/06[1]
- Bester Torschütze der belgischen Nationalmannschaft von 29. April 1906 bis 8. Mai 1938